# S̭
Cette page contient des caractères spéciaux ou non latins. S’ils s’affichent mal (▯, ?, etc.), consultez la page d’aide Unicode.
S̭ (s̭ en minuscule), appelé S accent circonflexe souscrit, est un graphème qui était utilisé dans l'écriture du héréro. Il s'agit de la lettre S diacritée d'un accent circonflexe souscrit.

## Représentations informatiques
Le S accent circonflexe souscrit peut être représenté avec les caractères Unicode suivants :
- décomposé (latin de base, diacritiques)[1],[2] :

| formes    | représentations | chaînes de caractères | points de code | descriptions                                                      |
| --------- | --------------- | --------------------- | -------------- | ----------------------------------------------------------------- |
| majuscule | S̭               | S◌̭                    | U+0053 U+032D  | lettre majuscule latine s diacritique accent circonflexe souscrit |
| minuscule | s̭               | s◌̭                    | U+0073 U+032D  | lettre minuscule latine s diacritique accent circonflexe souscrit |